# یواس‌اس تیلاموک (اس‌پی-۲۶۹)
یواس‌اس تیلاموک (اس‌پی-۲۶۹) (به انگلیسی: USS Tillamook (SP-269)) یک کشتی بود که طول آن ۵۹ فوت ۰ اینچ (۱۷٫۹۸ متر) بود. این کشتی در سال ۱۹۱۱ ساخته شد.